# 浦和サッカークラブ
浦和サッカークラブ（うらわサッカークラブ）は、埼玉県浦和市（現、さいたま市）を拠点に活動していたサッカークラブチーム。通称、浦和クラブ。

## 概要
第二次世界大戦後の1950年に「麗和クラブ」と「埼玉蹴球団」のメンバーが中心となりクラブは創設。1958年の全国都市対抗サッカー選手権大会準優勝などの成績を収めていたが、埼玉県サッカー協会が国民体育大会3部門（高校、教員、一般）制覇を目標に掲げた事もあり、1962年に「浦和クラブ」、「桜蹴クラブ」、「西高OBクラブ」のメンバーが中心となり再編された。そして1963年の山口国体において念願の国体制覇を成し遂げた。また今大会では教員の部を埼玉教員、高校の部を浦和市立高校が制し、国体史上初の3部門制覇を達成し、名実共に「サッカー王国」の名を全国に知らしめた。なお翌1964年の新潟国体も制し連覇を達成しているが、地元開催の1967年大会は名古屋相互銀行に敗れ準優勝に終わっている。
1960年代を通じて戦力を維持し続け社会人サッカーの強豪クラブとして活躍。1965年に始まった全国社会人サッカー選手権大会で1年目に準優勝、翌1966年は前年の決勝で敗れた日本鋼管に雪辱を果たし初優勝。1967年に始まった関東サッカーリーグに参加し初代チャンピオンになった。
社会人選手権の活躍によって日本サッカーリーグの入替戦に4度出場をする権利を得たが何れも敗れ去り昇格は果たせなかった。
この活躍はサッカーファンや浦和市民の関心を集め、マスコミにも取り上げられクラブごと買収しようとする企業も現れたが、選手個々の事情により実現には至らなかった。
その後は有力企業に属さないクラブチーム故に資金調達、練習時間の確保、新人補強などが難航し1977年には関東リーグ最下位となり埼玉県1部リーグへ降格。1982年には埼玉県2部リーグへ降格と成績も下降線を下るようになり、遂に解散する事になった（解散の時期は不明）。

## タイトル
- 国民体育大会一般の部
  - 優勝: 2回（1963年、1964年）
  - 準優勝: 1回（1967年）
  - 3位: 2回（1955年、1962年）

- 全国都市対抗サッカー選手権大会
  - 準優勝: 1回（1958年）
  - 3位: 3回（1957年、1963年、1964年）

- 全国社会人サッカー選手権大会
  - 優勝: 2回（1966年、1969年）
  - 準優勝: 2回（1965年、1968年）
  - 3位: 3回（1957年、1963年、1964年）

- 関東サッカーリーグ
  - 優勝: 2回（1967年、1972年）

## 成績
| 年度 | カテゴリ  | 順位 | 勝 | 分 | 敗 | 勝点 | 得点 | 失点 | 得失差 |
| ---- | --------- | ---- | -- | -- | -- | ---- | ---- | ---- | ------ |
| 1967 | 関東      | 優勝 | 11 | 2  | 1  | 24   | 51   | 19   | 32     |
| 1968 | 関東      | 3位  | 9  | 2  | 3  | 20   | 45   | 20   | 25     |
| 1969 | 関東      | 2位  | 9  | 3  | 2  | 21   | 38   | 15   | 23     |
| 1970 | 関東      | 5位  | 4  | 3  | 7  | 11   | 25   | 35   | -10    |
| 1971 | 関東      | 8位  | 2  | 2  | 10 | 6    | 14   | 41   | -27    |
| 1972 | 関東      | 優勝 | 10 | 2  | 2  | 22   | 38   | 19   | 19     |
| 1973 | 関東      | 3位  | 8  | 3  | 3  | 19   | 30   | 23   | 7      |
| 1974 | 関東      | 5位  | 6  | 2  | 6  | 14   | 26   | 23   | 3      |
| 1975 | 関東      | 5位  | 4  | 5  | 5  | 13   | 23   | 24   | -1     |
| 1976 | 関東      | 5位  | 4  | 4  | 6  | 12   | 17   | 30   | -13    |
| 1977 | 関東      | 9位  | 2  | 0  | 14 | 4    | 11   | 33   | -22    |
| 1978 | 埼玉県1部 | 2位  |    |    |    |      |      |      |        |
| 1979 | 埼玉県1部 | 4位  |    |    |    |      |      |      |        |
| 1980 | 埼玉県1部 | 4位  |    |    |    |      |      |      |        |
| 1981 | 埼玉県1部 | 9位  |    |    |    |      |      |      |        |
| 1982 | 埼玉県2部 | 3位  |    |    |    |      |      |      |        |

## JSLへの挑戦
全国社会人サッカー選手権大会での上位2チームが、1965年に始まったJSL下位チームとの入替戦に出場できる。浦和サッカークラブは入替戦に3度出場、JSL昇格に挑戦した。
- 1965年：全国社会人サッカー選手権大会で準優勝したが、入替戦を辞退した。
- 1966年：JSL8位のヤンマーディーゼルサッカー部に敗れ（1分1敗）、JSL昇格ならず。

11月23日、アウェイの神戸市で行われた第1戦は、浦和が中盤を支配し優位に試合を進めるものの、後半29分に鬼武健二の得点が決まり0-1で敗退した。
11月29日、ホームの大宮サッカー場で行われた第2戦は、地元観衆の声援を受けた浦和が優位に進め、前半18分に松本が倒されて獲得したPKを萩原が決めて先制。その後、追加点こそ奪えないものの、巧みなパスワークで試合の主導権を握った。
後半に入るとヤンマーが反撃に転じ、後半11分に辻、鬼武がヘディングで繋いだボールを大石がクリーンシュート。これが決まって同点に追いつき、このまま1-1の引分けに終わった。
浦和は昇格を逃したものの、多彩なパスワークとボールキープでヤンマーを上回った。これに対し、来季から早稲田大学の釜本邦茂の加入が内定していたヤンマーは面目を保った。
- 1968年：JSL7位の日立製作所本社サッカー部に敗れ（2敗）、JSL昇格ならず。

12月29日、アウェイの検見川で行われた第1戦は、引分け狙いの浦和が5バックの守備的な布陣を敷き優位に試合を進めるが、後半28分に八百の得点が決まり0-1で敗退した。
翌1969年1月5日、ホームの浦和駒場サッカー場で行われた第2戦は、浦和が第1戦とは反対に攻勢に出るが、日立はカウンターアタックから前半7分に平沢、前半17分に石井が得点を決め0-2とリードを奪った。ここから浦和は反撃に転じ、前半36分に萩原、後半20分に再び萩原が決め2-2の同点に追いついた。しかし、その2分後には再び八百の得点で引き離し2-3で日立が2連勝し、残留を決めた。
メキシコ五輪銅メダリストの山口芳忠、鈴木良三を擁する日立に対し健闘したが、JSLの壁は崩せなかった。
- 1969年：JSL8位の名古屋相互銀行サッカー部に敗れ（2敗）、JSL昇格ならず。

12月14日、アウェイの一宮市で行われた第1戦は、名相銀が優位に試合を進め、前半3分に鈴木、後半10分に井沢の得点が決まり0-2で敗退。シュート数は浦和の6に対し約4倍の28本を放った名相銀の完勝といえる内容であった。
12月21日、ホームの大宮サッカー場で行われた第2戦は、初戦の勝利で優位に立つ名相銀が優勢に試合を進め、前半25分に鈴木の得点で先制。2試合合計で3点差と不利な状況の浦和は、後半26分に萩原のミドルシュートで1-1の同点に追いつき、意地を見せる。しかし、終了間際の後半41分に桑原勝義の得点で再び名相銀が突き放し、1-2で敗退。浦和は3回連続でJSL昇格を逃した。